# Off-Festival de poésie de Trois-Rivières
L'OFF-Festival de poésie de Trois-Rivières, a été fondé en 2007 par Érika Soucy, autrice et comédienne québécoise. 
Il a lieu chaque année en parallèle au Festival international de la poésie de Trois-Rivières (FIPTR).  

## Historique
L'OFF-Festival de poésie de Trois-Rivières (OFF-FPTR) est né en réponse au Festival international de la poésie de Trois-Rivières. En marge du festival officiel, il se veut une tribune pour les poètes émergent·es et les maisons d'édition indépendantes. 
Selon ses propres dires, l'OFF-FPTR, « c’est une tribune pour la poésie émergente et différente, pour les maisons d’édition indépendantes et pour tou·tes les écrivain·es de l’ombre qui désirent partager leurs créations dans un espace ouvert, inclusif et sécuritaire. »  
En 2016, l'OFF célèbre ses dix ans. 
En 2020, Erika Soucy et Alexandre Dostie quittent la barre du OFF et laissent leur place à Hélène Bughin et Pierre Brouillette-Hamelin. 
En 2022, Alex Poulin, Emmanuelle Brousseau, Étienne Gélinas, Elizabeth Leblanc-Michaud, Geoffroi Massicotte et Chloé Rousseau prennent les rênes du festival.